# آنا هيمنغز
آنا هيمنغز (بالإنجليزية: Anna Hemmings)‏ هي كاياكيرة بريطانية، ولدت في 19 ديسمبر 1976 في هامرسميث في المملكة المتحدة.

## وصلات خارجية
- آنا هيمنغز على موقع اللجنة الأولمبية الدولية (الإنجليزية)
- آنا هيمنغز على موقع أوليمبيديا (الإنجليزية)
- آنا هيمنغز على موقع اللجنة الأولمبية البريطانية (الإنجليزية)